# Wilhelmsia physodes
Wilhelmsia physodes es la única especie del género monotípico Wilhelmsia, perteneciente a la familia de las cariofiláceas. No se debe confundir con  Wilhelmsia K.Koch, Linnaea, 21: 400, 1848 que es un género homónimo de la familia de las Poaceae, también con una sola especie, Wilhelmsia caucasica K.Koch

## Descripción
Es una planta que se propaga por  rizomas. Tallos esbeltos de 2-10 (-20) cm, pubescentes, púrpura, articulado, con pelos glandulares. La hojade  2-8 x 5-15 mm, esparcidamente pubescente con pelos violáceos, articuladas, convirtiéndose en glabras, ciliadas en los márgenes y  la nervadura central. Con pedicelos de 5-25 mm, pubescentes. Flores: sépalos a menudo teñidos de púrpura, oblongo-ovados, 2-2.5 × 4.5-6 mm, ápice agudo a corto acuminado, escasamente pubescentes, pétalos estrechamente oblanceolados, abruptamente constreñidos hacia la base, 5-6 mm; estambres moderadamente exertos, 2-3 mm. Cápsulas de color púrpura, globosa o ligeramente deprimida, 7-10 mm de diámetro, glabra. Semillas 1.2 a 1.5 mm. Tiene un número de cromosomas de 2 n = 50 - 60, 66, 70 (Siberia), 72 (Siberia), 100-110.

## Distribución y hábitat
La floración se produce a finales de junio-agosto. Se encuentra en la arena o el barro a lo largo de arroyos y bancos de grava, a una altitud de 0-1500 metros en Yukon, Alaska, Asia (Lejano Oriente de Rusia, Siberia).

## Taxonomía
Wilhelmsia physodes fue descrita por (Fisch. ex Ser.) McNeill y publicado en Taxon 9(4): 110. 1960.
Sinonimia
- Arenaria physodes Fisch. ex Ser.	basónimo
- Merckia physodes (Fisch. ex Ser.) Fisch. ex Cham. & Schltdl.[5]